# Wilcoxius bullatus
Wilcoxius bullatus là một loài ruồi trong họ Asilidae. Wilcoxius bullatus được Bromley miêu tả năm 1929.